# ホクロクトウヒレン
ホクロクトウヒレン（北陸塔飛廉、学名：Saussurea hokurokuensis）は、キク科トウヒレン属の多年草。

## 特徴
茎は直立し、高さは(40-)100-180cmになる。茎に翼があるがあまり明瞭ではなく、灰褐色の軟毛が密生して、上部は3-10回、ときにそれ以上分枝する。花時に根出葉は存在しない。茎の下部につく葉は革質で、しばしば鈍い光沢があり、葉身は卵形から卵心形、長さ14-27cm、幅12-20cm、先は短尾状鋭尖頭、基部は浅い心形または深い心形になる。葉の表面の全体と裏面の葉脈上に灰褐色の軟毛が生える。葉柄は長さ10-40cmになり、広い翼がある。茎の上部につく葉は、狭卵形から披針形で、上部にいくにしたがって小さくなり、短い葉柄がある。
花期は9-10月。頭状花序は散房状または散形状に多数個が密集してつき、頭花の径は2cm、花柄は長さ2-20mmになり、灰褐色の軟毛が密生する。茎は多数回分枝するが、側生の枝は短いので複花序はやや穂状に見える。総苞は緑色、長さ13-14mm、径10-12mmになる鐘形から鐘状筒形で、くも毛と灰褐色の縮れ毛が密生する。総苞片は11-12列あり、総苞中片と総苞外片の上半分が紫色を帯びた暗緑色になり、総苞外片は狭卵形で長さ4-5mm、上部は尾状に1-2mm伸びて短く反曲する。頭花は筒状花のみからなり、花冠の長さは11-12mm、色は淡紅紫色から白色になる。果実は長さ5mmになる痩果で、わら色で暗紫褐色の連続しない条がある。冠毛は2輪生で、落ちやすい外輪は長さ1-2mm、花後にも残る内輪は長さ12-14mmになる。

## 分布と生育環境
日本固有種。本州の北陸地方（新潟県・富山県・石川県の能登半島の西側海岸）に分布し、沿岸の平地から低山、ときに山地帯の夏緑林や常緑林の林縁などに生育する。

## 名前の由来
和名ホクロクトウヒレンは、「北陸塔飛廉」の意で、古代の律令制における五畿七道（畿内七道）の一つである「北陸道」の古い呼称「ほくろくどう」による。
種小名（種形容語）hokurokuensis も「北陸道（ほくろくどう）」による。

## ギャラリー

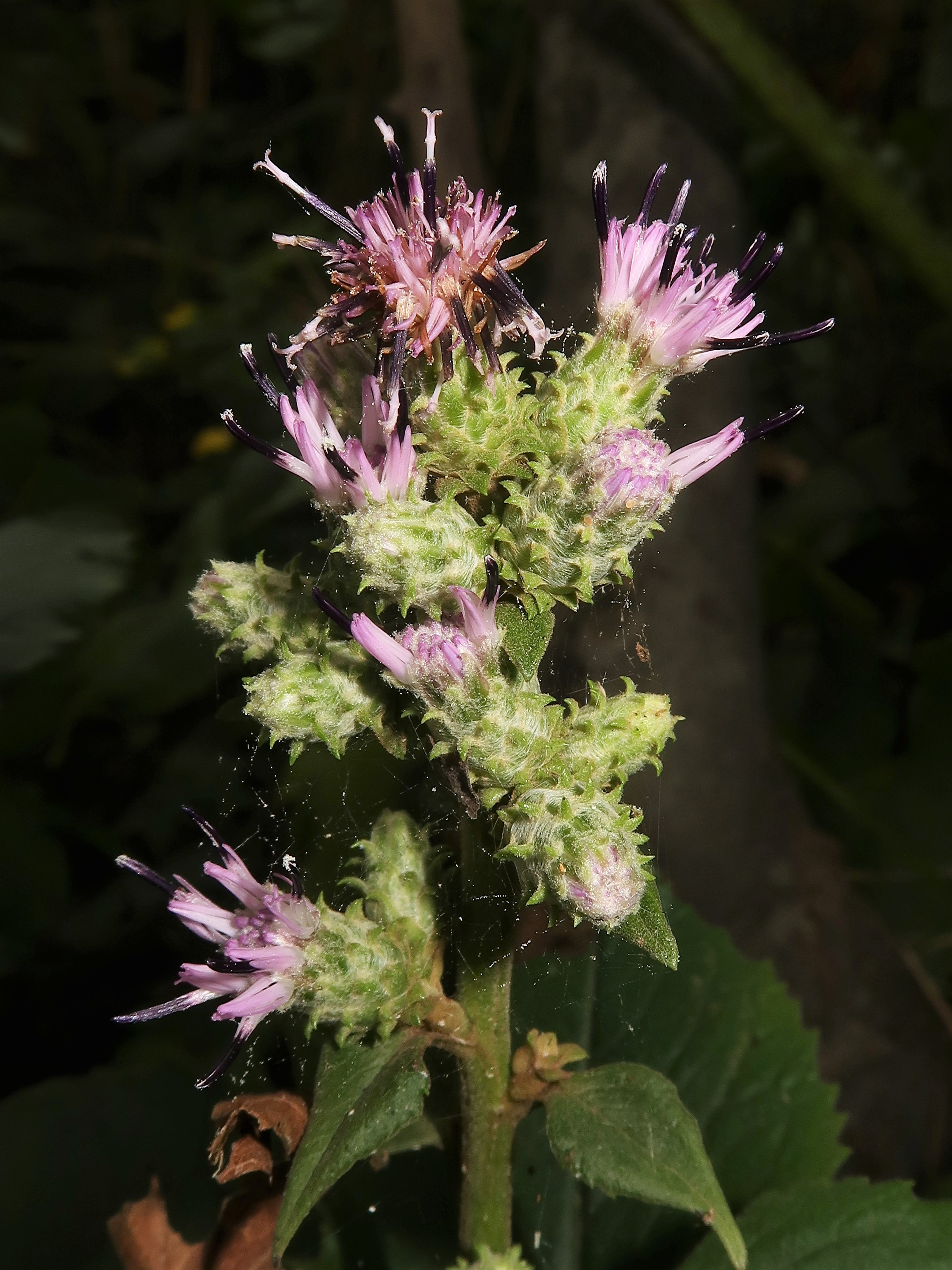
総苞は鐘形から鐘状筒形でくも毛があり縮れ毛が生える。
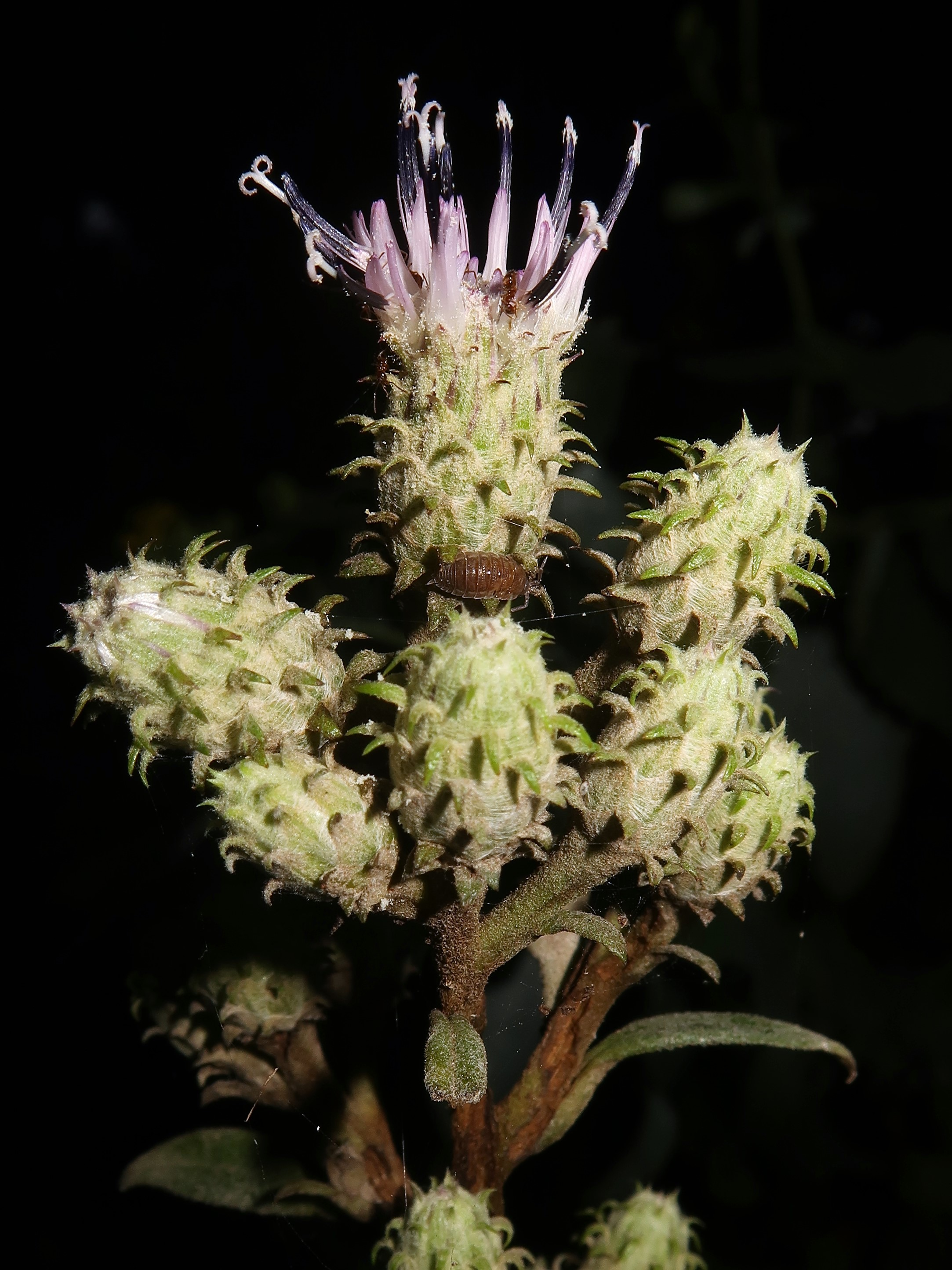
総苞片の上半分が紫色を帯びた暗緑色になり、先は短く反曲する。
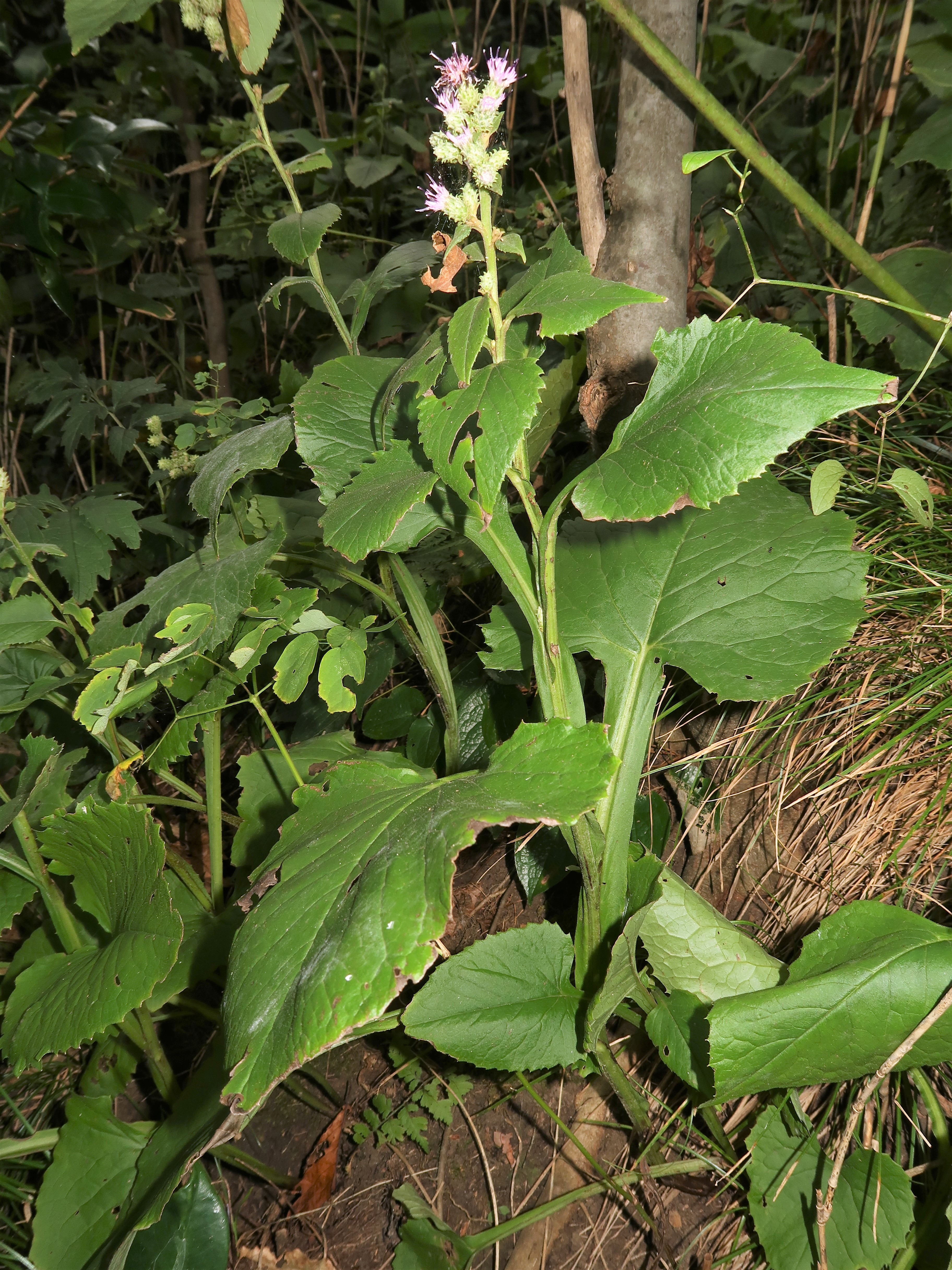
茎に翼がある。
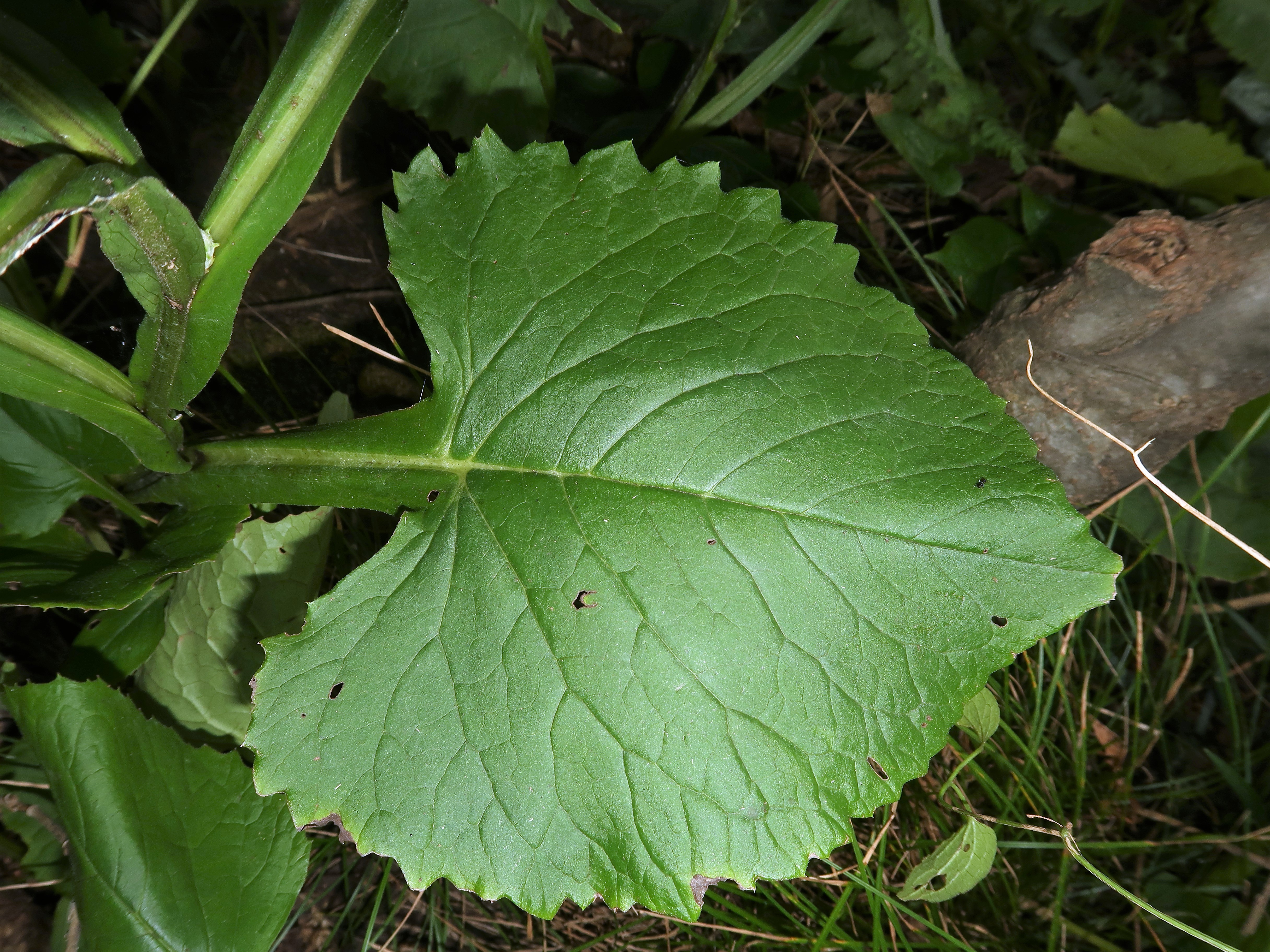
下部の葉に広い翼がある。

## 全体が小型の個体群
新潟県の佐渡島、弥彦山、角田山には、総苞片の列数は11-12列と上記の典型的なものと変わりがないが、高さが20-50cmと全体が小型で、総苞の径は約1cmの狭筒形になる個体群が出現する。これらの個体群は、典型的なものと混生することはなく、また中間的な形を介して典型的な形と連続的になることもない。門田裕一 (2017) は、「この小型の植物の帰属は今後の課題である」としている。

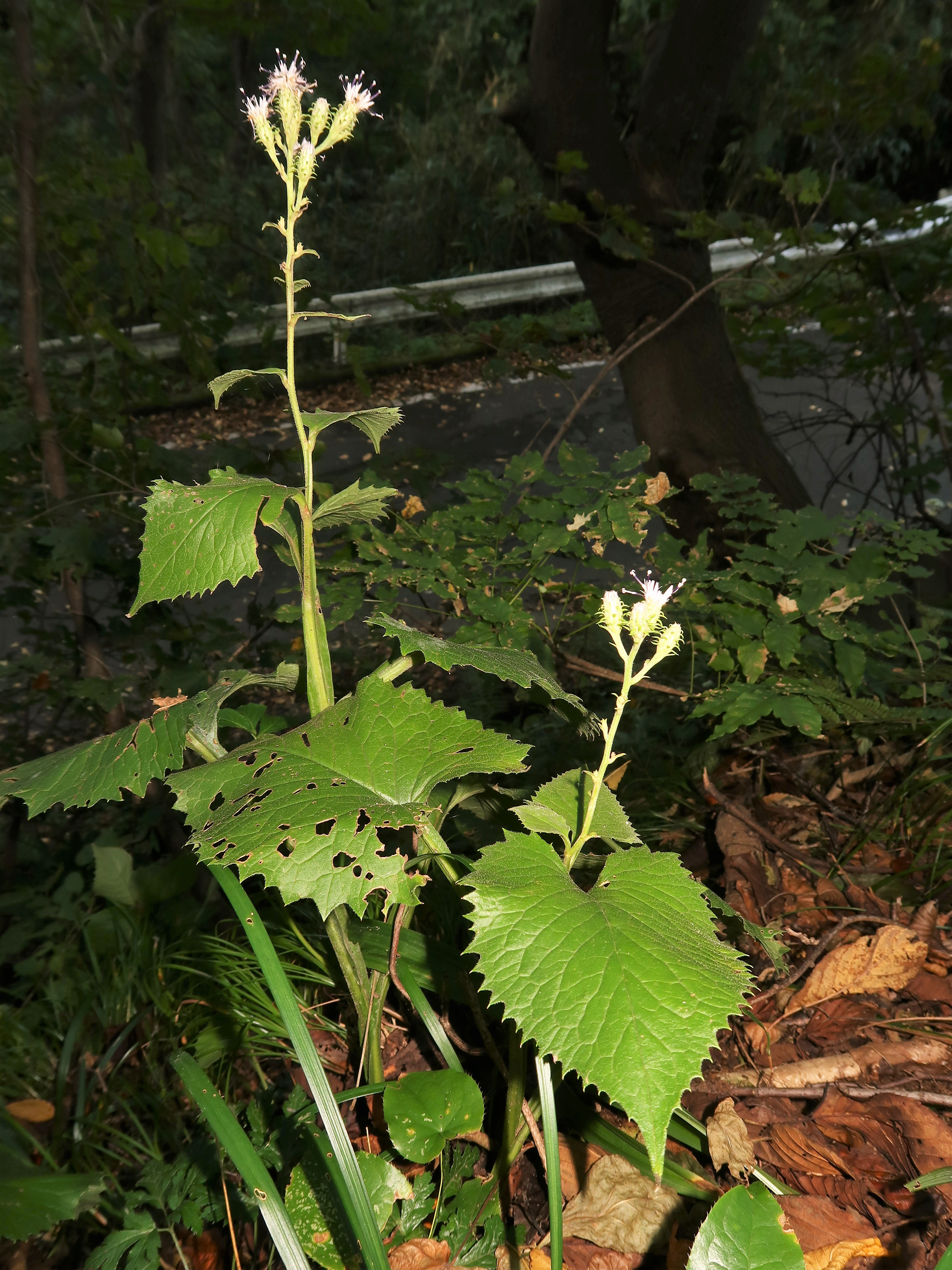
高さ20-50cmの「ホクロクトウヒレン」（新潟県角田山麓）。
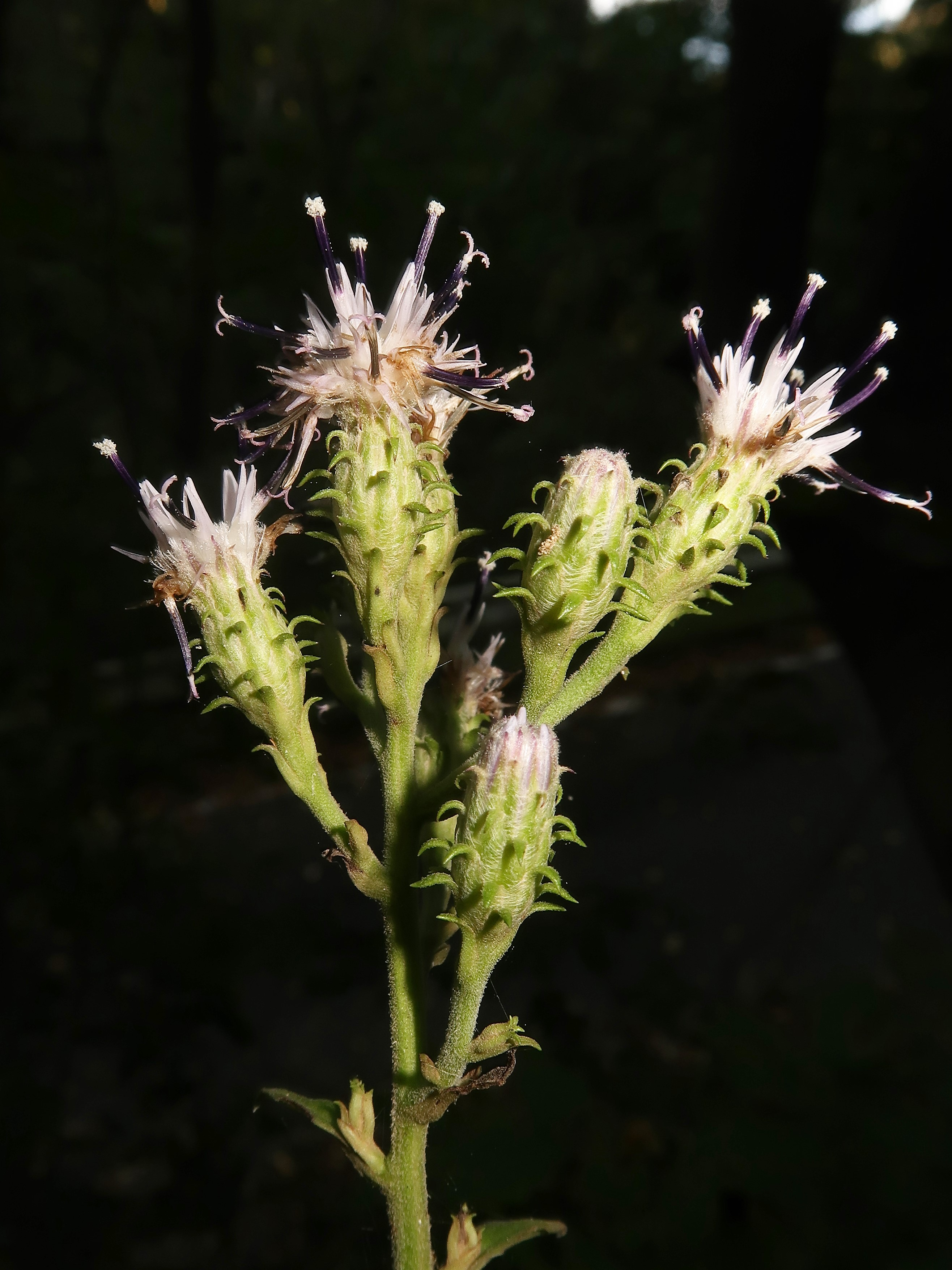
総苞は典型的なホクロクトウヒレンと比べ、狭筒形になる（新潟県角田山麓）。

## 分類
本種は、1981年刊行の『日本の野生植物 草本III 合弁花類』（平凡社）では、オオダイトウヒレン – Saussurea nipponica Miq. subsp. nipponicaを分類上の基本種とした亜種 - S. nipponica Miq. subsp. hokurokuensis Kitam. として取り扱われた。その後の研究の結果、広義のオオダイトウヒレンは複数の種からなるとみなす方が妥当であるとして、2017年刊行の『改訂新版 日本の野生植物 5』（平凡社）では、門田裕一によって、独立種として扱われた。アサマヒゴタイ、センダイトウヒレンも同様である。